# Escalade en dalle

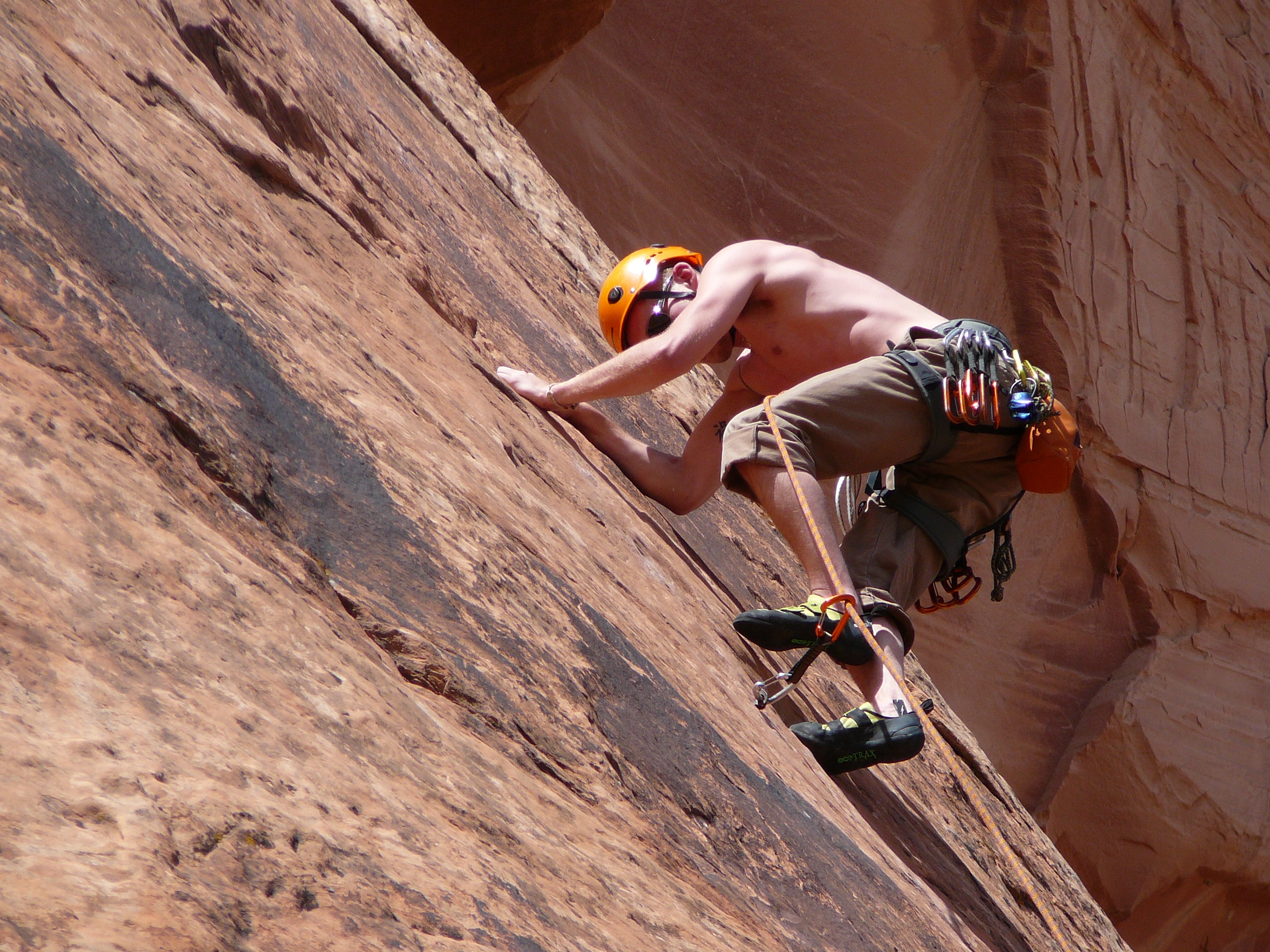
Progression en adhérence sur une dalle, Utah (USA).

L’escalade en dalle est l'escalade rocheuse pratiquée sur des parois avec un angle d'inclinaison inférieur à la verticale (dalles positives) ou bien verticales. L'escalade en dalle se distingue de l'escalade en dévers et en fissure.
L'escalade en dalle se caractérise par l'importance de l'équilibre, la grimpe par adhérence (chaussons) et l'usage de très petites prises (gratons). Ce type d'escalade, devenu populaire dans les années 1980, est typiquement associé à l'escalade sportive, puisque les parois lisses nécessitent généralement le perçage de trous pour fixer des points de protection.

## Histoire

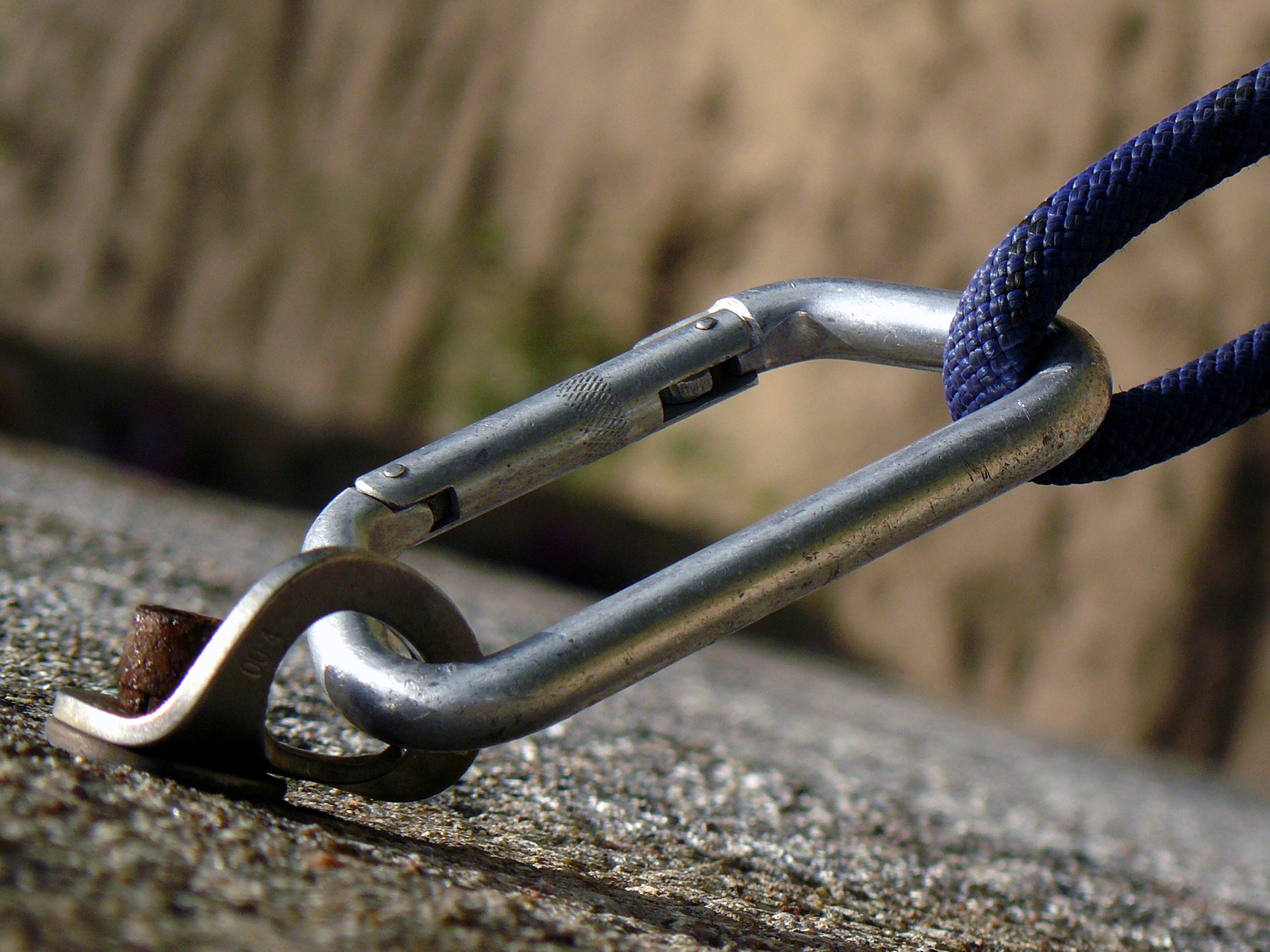
Un piton à expansion et sa plaquette, un mousqueton et une corde, utilisés comme système de protection

Les premières voies d'ascension de sommets ou parois sont presque toujours réalisées par l'escalade de fissures ou arêtes, en raison de la facilité à placer des protections traditionnelles (piton, coinceur, sangles) capables d'arrêter la chute du grimpeur en tête. À l'inverse, les voies en dalle ont rarement des fissures et des reliefs favorables à la pose de telles protections, rendant leur escalade dangereuse avec les protections traditionnelles, en raison de longues sections sans protection exposant le grimpeur au risque de chutes dangereuses.
Pour ces raisons, les voies difficiles en dalle ne sont véritablement apparues qu'avec l'introduction des pitons à expansion et des broches scellées qui permettent d'équiper les faces lisses des parois avec des points d'ancrage (en perçant des trous dans le rocher). En 1927, l'alpiniste Laurent Grivel utilisa pour la première fois le piton à expansion pour l'ouverture d'une voie, créant ainsi la possibilité de protéger les voies en dalles. L'autre évolution technique est l'amélioration des chaussons d'escalade, avec Boreal qui commercialisa à partir de 1980 les premiers chaussons avec une « gomme adhérente », qui augmenta les possibilités techniques en dalle (adhérence, équilibre). L'équipement de nouvelles voies en dalle progressa aussi dans les années 1980 avec l'introduction des perceuses légères électriques, permettant un équipement plus rapide et plus fiable.
Les années suivantes, l'ouverture de nouvelles voies en dalle fut plus ou moins importante selon les pays, certaines conceptions éthiques (clean climbing) ou règlementations (parcs nationaux) proscrivant l'équipement permanent des falaises avec des pitons à expansion ou l'usage de perceuses, à l'exemple des États-Unis ou du Royaume-Uni. Dans d'autres pays comme la France ou l'Espagne, la dalle était le style classique des voies ouvertes durant les années 1970 et 1980. Ce style d'escalade est ultérieurement devenu moins fréquent, concurrencé par la mode récente pour l'escalade en dévers, tant en salle qu'en falaise, devenue la référence pour les compétiteurs et les grimpeurs de haut-niveau, en bloc et escalade sportive.
La voie Meltdown (9a) au Royaume-Uni est peut-être la voie sportive en pure dalle la plus difficile au monde ; elle a été travaillée par Johnny Dawes et Jerry Moffatt dans les années 1980 et enchaînée pour la première fois en 2012 par James McHaffie.
En bloc, quelques passages de pure dalle d'une difficulté extrême existent, à l'exemple du célèbre Banshousha (8B/C) au Japon, considéré comme l'un des blocs en dalle les plus difficiles au monde.

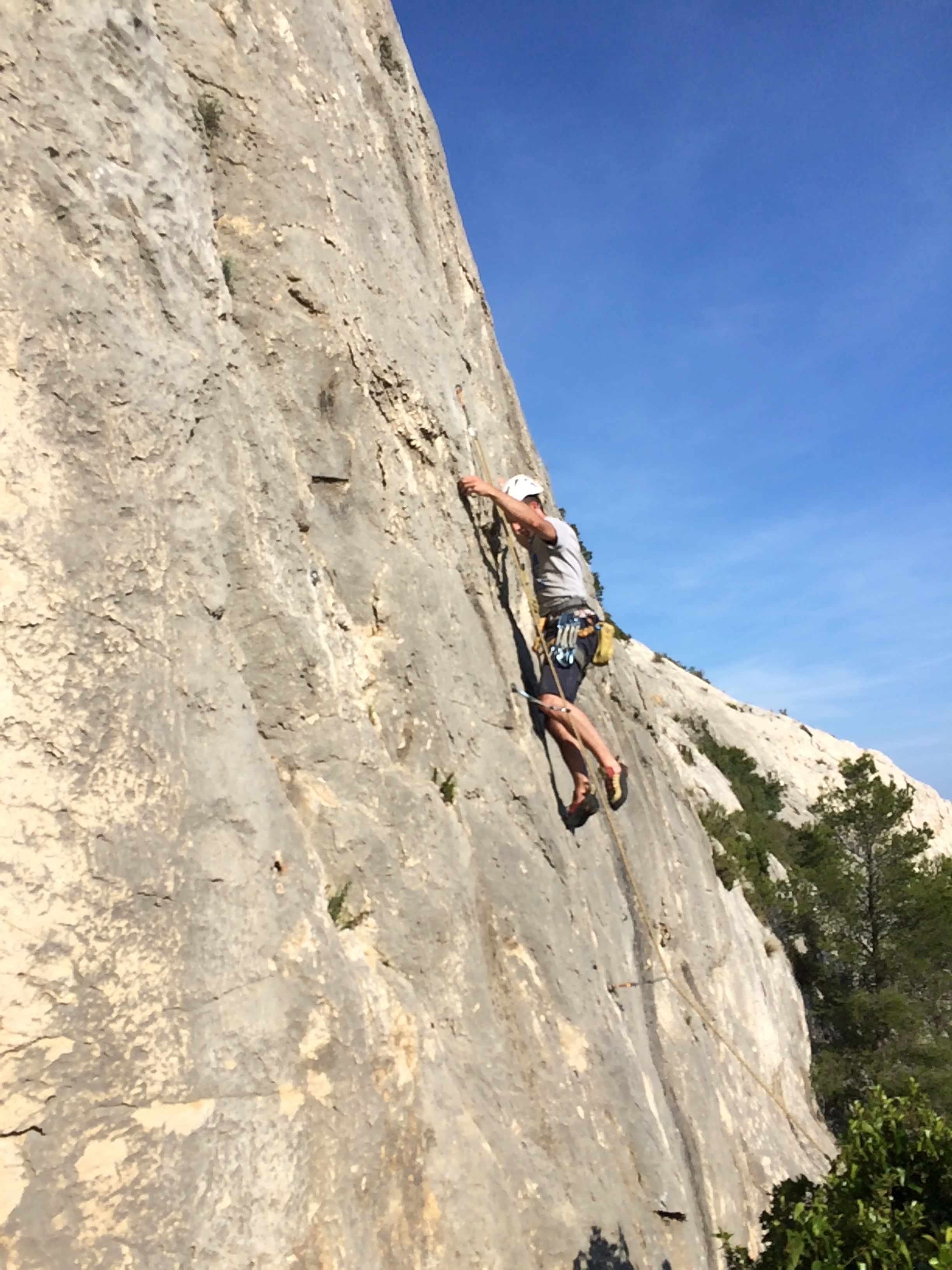
Dalle calcaire (5c)
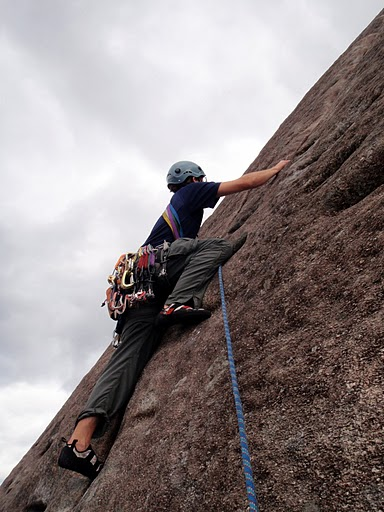
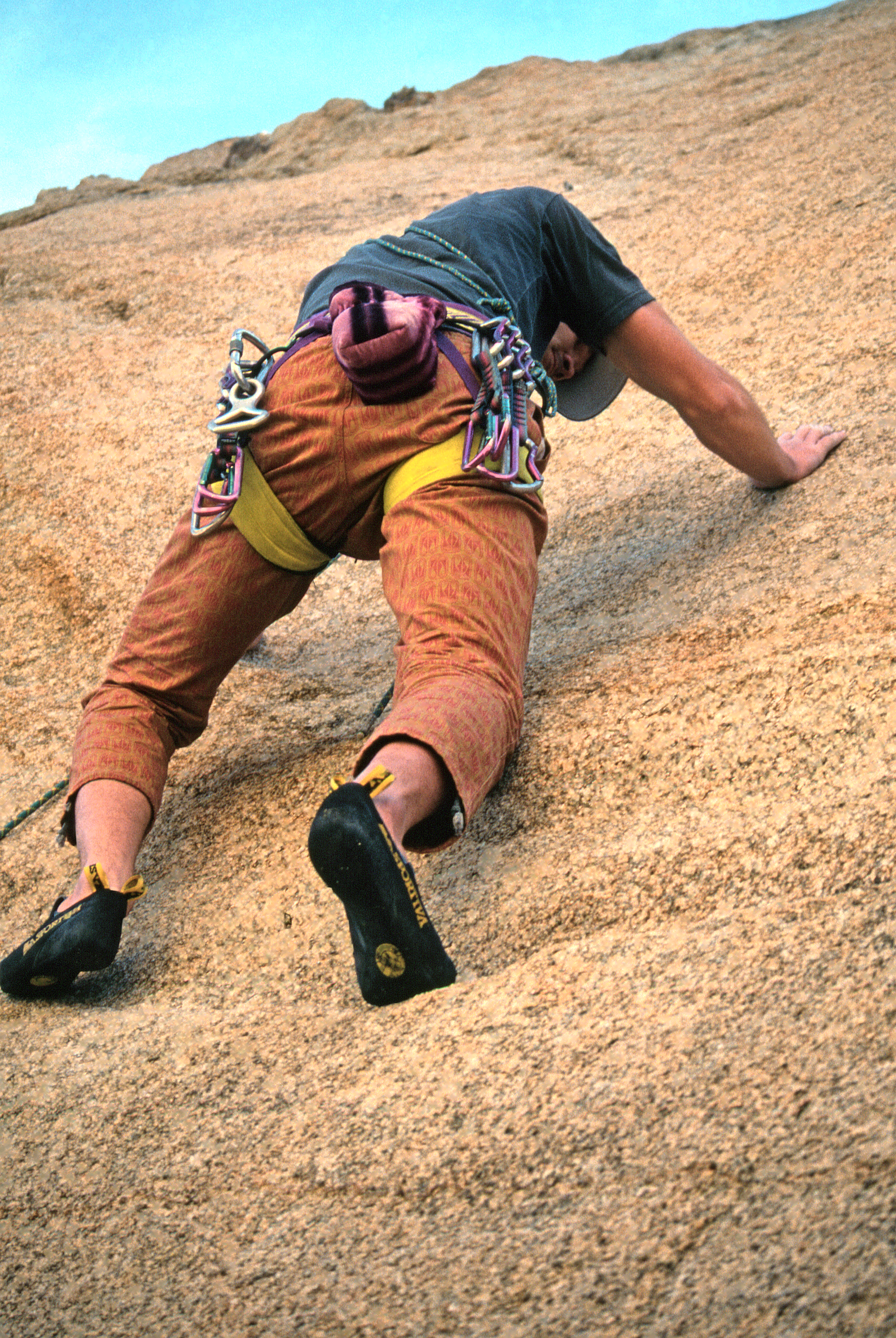